# Бажан Вікторія Георгіївна
Вікторія Георгіївна Бажан (нар. 27 січня 1974) — українська футболістка, півзахисниця.

## Життєпис
Футбольну кар'єру розапочала 1994 року в клубі «Донецьк». У 1996-1997 та 2000 році виступала в донецькій «Дончанці» (команда в той період виступала під назвами «Варна», «Варна-Дончанка», «Металург-Дончанка», «Дончанка»). У 2002 році перейшла до «Харків-Кондиціонеру». У команді відіграла 6 сезонів. У сезоні 2007/08 років провела 3 матчі в жіночій Лізі чемпіонів. По завершенні сезону 2007 року завершила футбольну кар'єру

## Досягнення
«Дончанка»
- Вища ліга чемпіонату України
  -  Чемпіон (1): 1996
  -  Срібний призер (2): 2000
  -  Бронзовий призер (1): 1997

- Кубок України
  -  Володар (1): 1996
  -  Фіналіст (1): 1997

«Житлобуд-1»
- Вища ліга чемпіонату України
  -  Чемпіон (3): 2003, 2004, 2006
  -  Срібний призер (2): 2005, 2007

- Кубок України
  -  Володар (4): 2003, 2004, 2006, 2007
  -  Фіналіст (2): 2002, 2005